# Strzał.pl
Strzał.pl – czasopismo – miesięcznik o broni strzeleckiej i tematach pokrewnych ukazujący się od 2016 roku, wydawany przez Wydawnictwo Y. 
„Strzał.pl” został utworzony przez zespół redakcyjny, który tworzył wcześniej czasopismo „Strzał”, łącznie z redaktorem naczelnym Jarosławem Lewandowskim i zastępcą Leszkiem Erenfeichtem. Nowy magazyn zachował podobną szatę graficzną i układ.

## Stałe działy
- Wiadomości
- Zbrojownia
- Prawo i broń
- Kącik kolekcjonera
- Biblioteczka
- Magazynek
- Felieton: Wojciech Cejrowski boso

## Redakcja
- Jarosław Lewandowski – redaktor naczelny[1]
- Leszek Erenfeicht – zastępca redaktora naczelnego
- Wojciech Weiler – redaktor
- Hanna Sater – redaktor graficzny
- Agnieszka Czulińska – redaktor techniczny

## Autorzy
- Leszek Erenfeicht
- Hubert Giernakowski
- Konrad Grottgel
- Zbigniew Gwóźdź
- Michael Heiler
- Martin Helebrant
- Jarosław Lewandowski
- Michał Mackiewicz
- Joanna Majo
- Bas Martens
- Hanna Sater
- Wojciech Weiler
- Piotr B. Zadora
- Andrzej Zdziłowiecki

## Współpracownicy
M.in.
- Wojciech Cejrowski (felietony, do 2017)
- Ireneusz Chloupek
- Tomasz Kowalski
- Przemysław Lewandowski
- Piotr Litwin
- Roman Matuszewski
- Marcin H. Ochman
- Paweł Rożdżestwieński
- Łukasz Warzecha (felietony, od 2018)[3]
- Paweł Żurkowski